# Red Norvo
Red Norvo (Beardstown, 1908. március 31. – Santa Monica, 1999. április 6.) amerikai vibrafonos. Amerikai zenész volt, a dzsessz egyik korai vibrafonistája. „Mr. Swing” néven emlegették. Egyike volt azoknak, akik már xilofont, a marimbát és a vibrafont is használtak a dzsesszben. Lemezei közül emlékezetes a „Dance of the Octopus” a „Bughouse”, a „Knockin' on Wood”, a „Congo Blues”, „Hole in the Wall”.

## Pályakép
Norvo 1925-ben Chicagóban kezdte a zenészpályát a The Collegians nevű zenekarban. Másutt akkor már játszott az akkoriban szokatlan marimbán egy olyan együttesben, amelyben mindenki marimba játékos volt. Ezután egy tánczenekara volt Milwaukee-ban és rádiózott Chicagóban. 1931-ben találkozott leendő feleségével, Mildred Bailey-vel egy Paul Whitemannel készült sorozatban. Belépett Paul Whiteman nagyzenekarába, amelyet 1934-ben hagyott el Bailey-vel egy közös oktettben fellépni. 1934-ben megalakították a swing szeptettet.
1935-ben született első slágere: „I Surrender Dear”. Ezután már sorra újabb slágerei jelentek meg. 1936-ban együttesét nagyzenekarrá bővítette. 1945-ben Benny Goodmannél (Charlie Parker és Dizzy Gillespie), 1946-ban Woody Hermannél játszott; 1947-ben felvételt készített a Julia Lee Boy Friends-szel.
1947-ben Hollywoodban telepedett le második feleségével.
A vibrafon, gitár és basszus akkoriban szokatlan kombinációjával triója volt, Mundell Lowe-val és Red Kelly-vel, 1950-ben pedig Tal Farlow-val (gitár) és Charles Mingusszal (basszusgitár).
Az 1958-as Rivals című melodrámában (1958)  Norvo szerepet kapott egy dzsesszzenekar tagjaként. A főszereplők Frank Sinatra, Tony Curtis és Natalie Wood voltak. 1959-ben Norvo zenekara Ausztráliában játszott Frank Sinatrával. 1968-ban a Berlin Jazz Days-en játszott. Norvo egészen az 1980-as évekig volt aktív, amikor egy agyvérzés lehetetlenné tette a további fellépéseket. Élete végéig folytatta a zeneszerzést.

## Albumok
- Red Norvo Improvisations (1944)
- Red Norvo's Fabulous Jazz Session (1945)
- Move! (1950; trio with Tal Farlow & Charles Mingus)
- The Red Norvo Trios (1953-55)
- Just A Mood (1954-55)
- Red Norvo with Strings (1955)
- Vibe-Rations in Hi-Fi (1956)
- Midnight on Cloud 69 (1956)
- Music to Listen to Red Norvo By (1957)
- 'Hi-Five (1957)
- Ad Lib with Buddy Collette (1957)
- Some of My Favorites (1957)
- Naturally! (1957)
- The Forward Look (1957)
- Red Plays the Blues (1958)
- Red Norvo in Hi-Fi (1958)
- Windjammer City Style (1958)
- The Red Norvo Quintet (1962)
- Pretty Is the Only Way to Fly (és Charlie Parker, 1962)
- Rose Room (1969)
- Vibes a la Red (F1974-75)
- The Second Time Around (1975)
- Red In New York (1977)
- Live at Rick's Cafe (1979)
- Red and Ross (1979)
- Just Friends (1983)

#### Antológia
- The Chronological 1933-36
- The Chronological 1937-38
- The Chronological 1938-39
- The Chronological 1939-43
- The Chronological 1943-44
- The Chronological 1944-45
- The Chronological 1945-47
- The Chronological 1950-51

## Fordítás
Ez a szócikk részben vagy egészben  a   Red Norvo című német Wikipédia-szócikk ezen változatának fordításán alapul.  Az eredeti cikk szerkesztőit annak laptörténete sorolja fel. Ez a jelzés csupán a megfogalmazás eredetét és a szerzői jogokat jelzi, nem szolgál a cikkben szereplő információk forrásmegjelöléseként.